# متحف سكك حديدية (ثيساليا)

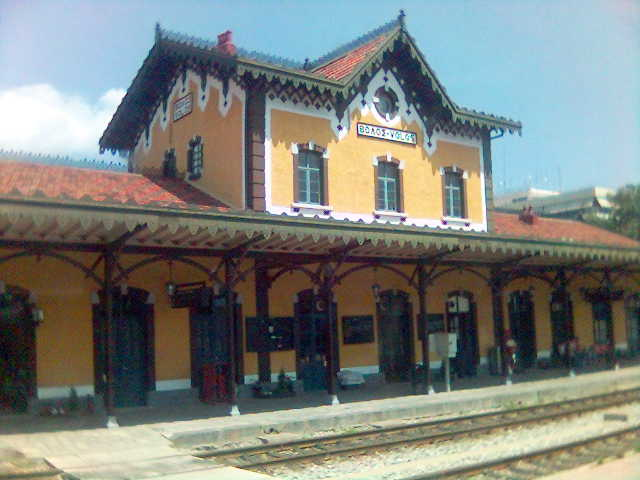
محطة السكك الحديدية في فولوس

متحف السكك الحديدية في ثيساليا (باليونانية: Σιδηροδρομικό Μουσείο Θεσσαλίας) متحف تأسس في عام 2006 وهو يحتل الطابق الأول في مبنى محطة السكك الحديدية في فولوس في مدينة ثيساليا اليونانية. المتحف يعرض مجموعة من المواد التراثية في السكك الحديدية منها: صور نادرة، أزياء موحدة، برقيات قديمة، آلات لإصدار التذاكر من القرن التاسع عشر مصنوعة من الخشب والبرونز، وأدوات كانت أو لا تزال تُستَخدم في مجال السكك الحديدية، وساعات، وجداول زمنية، وعناصر مالية تراثية، وإشارات مرور، وأجهزة قياس قديمة. وثمَّة أيضًا مجموعة وثائق، وكتب نادرة متعلقة بعمارة السكك الحديدية من القرن التاسع عشر، ويوجد كذلك وثائق تاريخية أخرى. ومن ضمن تلك الوثائق والرسومات يوجد مخطط إيفاريستو دي كيريكو لبناء السكك الحديدية في بيليون. وثمة مشروع تطوير حالي في المنطقة الجنوبية الغربية من المحطة، وذلك بالتعاون مع جامعة ثيساليا. ويتضمن 9 إلى 10 قاطرات بخارية وعربات من أواخر القرن التاسع عشر، من بينهم اثنتان من عربات العائلة الملكية في اليونان. حاليًّا المتحف يستقبل الزوار عن طريق حجزهم لموعد، وأوقات فتح المتحف هي من الساعة السابعة والنصف صباحًا وحتى الساعة الواحدة والنصف ظهرًا في جميع أيام الأسبوع عدا السبت والأحد.

## اطَّلِع أيضًا على
- السكك الحديدية في ثيساليا